# ليونارد ماتلوفيتش
كان الرقيب التقني ليونارد فيليب ماتلوفيتش (6 يوليو 1943 – 22 يونيو 1988) واحدًا من المحاربين الأمريكيين في حرب فيتنام، ومدربًا للعلاقات بين الأعراق، وحائزًا على وسام القلب الأرجواني وميدالية النجمة البرونزية. كان أول عضو مثليّ الجنس في الخدمة يفصح عن ميوله أمام الجيش عمدًا لمحاربة حظرهم للمثليين، وربما يكون أشهر رجل مثلي علنًا في الولايات المتحدة الأمريكية في السبعينيات من القرن الماضي بعد هارفي ميلك. صار كفاحه للبقاء في سلاح الجو الأمريكي بعد الإفصاح عن ميوله قضية رأي عام احتشد حولها مجتمع المثليين. أسفرت قضيته عن مقالات في صحف ومجلات في كل أرجاء البلاد، وعدد ضخم من المقابلات التلفزيونية، وفيلم تلفزيوني عُرض على شبكة إن بي سي. ظهرت صورته على غلاف إصدار مجلة تايم خاصة يوم 8 سبتمبر 1975، ما جعله رمزًا للآلاف من أفراد الخدمة المثليين والمثليات وللمثليين عمومًا. كان ماتلوفيتش أول شخص مثلي الجنس علانيةً يظهر على غلاف مجلة إخبارية أمريكية. وفقًا للأديب راندي شيلتس: «كانت تلك أول مرة تبلغ فيها حركة المثليين الشابة غلاف صحيفة أسبوعية كبرى. بالنسبة إلى حركة ما زالت تكافح من أجل الشرعية، كان الحدث نقطة تحول رئيسة». في أكتوبر 2006، تلقى ماتلوفيتش تكريمًا من شهر تاريخ مجتمع الميم باعتباره رائدًا في تاريخ مجتمع الميم.

## نشأته وبداية حياته المهنية
وُلد ماتلوفيتش في قاعدة هنتر الجوية في سافانا، جورجيا، وكان الابن الوحيد لرقيب متطوع في القوى الجوية. قضى طفولته يعيش في قواعد عسكرية، في جنوب الولايات المتحدة بصورة أولية. نُشّئ ماتلوفيتش وأخته في الكنيسة الكاثوليكية. قضى معظم سنيّ مراهقته في تشارلستون، كاورلاينا الجنوبية، يرتاد مدرسة أسقف إنجلترا الثانوية الكاثوليكية. وقتما ارتُكبت جريمة القتل بالشمعدان في تشارلستون في عام 1958، رآها ماتلوفيتش دليلًا على العواقب الاجتماعية السلبية للمثلية الجنسية. بعد فترة وجيزة من تجنيده في التاسعة عشرة من عمره، صعدت الولايات المتحدة العمل العسكري في فيتنام، بعد نحو عشرة سنوات من تخلي الفرنسيين عن حكمهم الاستعماري النشط هناك. تطوع ماتلوفيتش للخدمة في فيتنام وخدم هناك ثلاث نوبات. أُصيب بجروح خطرة وقتما داس على لغم أرضي في دا نانغ.
وقتما كان متمركزًا في فلوريدا قرب فورت والتون بيتش، بدأ بالتردد إلى حانات المثليين في بينساكولا المجاورة. عقّب ماتلوفيتش في مقابلة لاحقة قائلًا: «قابلتُ رئيسَ مصرفٍ، وعاملًا في محطة بنزين، وكان الجميع مثليّ الجنس». في عام 1973، وقتما كان في الثلاثين من عمره، جامَع رجلًا آخر للمرة الأولى. «أفصح عن ميوله» أمام أصدقائه، لكنه استمر في إخفاء الحقيقة عن قائده. بعدما أدرك أن العنصرية التي نشأ في محيطها كانت خاطئة، تطوّع ليُعطي دروسًا في العلاقات بين الأعراق في سلاح الجو، والتي أُنشئت بعد عدة حوادث عرقية في الجيش في أواخر ستينيات القرن الماضي وأوائل سبعينياته. بلغ من النجاح أن سلاح الجو أرسله إلى جميع أرجاء البلاد ليُدرّب غيره من المدربين. خلص ماتلوفيتش تدريجيًا إلى الاعتقاد بأن التمييز الذي واجهه المثليون كان مشابهًا لذاك الذي واجهه الإفريقيون الأمريكيون.